# Schöneberg (Bad Kreuznach)
Schöneberg è un comune di 603 abitanti della Renania-Palatinato, in Germania.
Appartiene al circondario di Bad Kreuznach ed è parte della Verbandsgemeinde Stromberg.